# (2193) Jackson
(2193) Jackson est un astéroïde de la ceinture principale découvert le 18 mai 1926 à Johannesburg (UO) par l'astronome Harry Edwin Wood.

## Historique
Sa désignation provisoire était 1926 KB et il est définitivement nommé en l'honneur de l'astronome sud-africain Cyril V. Jackson.